# Старая Буда (Черкасская область)
Старая Буда (укр. Стара Буда) — село в Звенигородском районе Черкасской области Украины.
Население по переписи 2001 года составляло 205 человек. Почтовый индекс — 20224. Телефонный код — 4740.

## Местный совет
20244, Черкасская обл., Звенигородский р-н, с. Мизиновка